# Pilea perexigua
Pilea perexigua är en nässelväxtart som först beskrevs av August Heinrich Rudolf Grisebach, och fick sitt nu gällande namn av I.A. Grudzinskaya och P. Herrera. Pilea perexigua ingår i släktet pileor, och familjen nässelväxter. Inga underarter finns listade i Catalogue of Life.